# Nieves Montero de Espinosa
María Nieves Montero de Espinosa Rodríguez (Órgiva, Granada; 5 de enero de 1963 ) es una médica forense española que desde 1990 integra el Cuerpo Nacional de Médicos forenses, por oposición en turno libre. 
Autora de manuales, guías y otras publicaciones científicas, desarrolla una actividad docente e investigadora en temática médico forense. En el contexto de creación de órganos como el Instituto de Medicina Legal y el Medicina Legal y Ciencias Forenses, ha estado al frente de Unidades, Secciones y Servicios que había que poner en marcha según lo previsto en la ley. Además ha colaborado en la mejora de las leyes a través de sus comparecencias en el Parlamento de La Junta de Andalucía y su participación en grupos de trabajo. En 2012 accedió, por el procedimiento de designación, a la Dirección del Instituto de Medicina Legal y Ciencias Forenses de Granada. Recibió la Distinción del Estado español por su compromiso e implicación en la defensa de los valores constitucionales y la Cruz con distintivo blanco al Mérito policial. En 2016 fue premio Menina que vuelve a recibir en 2020 compartido con la Comisión de Coordinación contra la violencia de género en la Audiencia Provincial de Granada. En febrero de 2021, el Ayuntamiento de Motril la nombró hija adoptiva, en reconocimiento a los dieciocho años de trabajo en el Palacio de Justicia de Motril. En fechas próximas a su jubilación, recibió junto con siete mujeres más, el  galardón "Granadinas por La Libertad", quinta edición, con el que se rinde homenaje cada año, desde 2018, a ocho mujeres cuya trayectoria en diversos ámbitos profesionales revela  que tuvieron un papel esencial en la historia reciente de Granada y, sin embargo no se les ha reconocido lo suficiente".

## Reseña biográfica
María Nieves Montero de Espinosa Rodríguez nació en Órgiva, Granada, en la Alpujarra granadina el 5 de enero de 1963. Cursó sus estudios de medicina en la Facultad de Medicina de la Universidad de Granada. Es, por oposición libre aprobada en 1990, Médica forense del Cuerpo Nacional de Médicos forenses. Sus primeros destinos fueron Jaén y Martos. Los siguientes dieciocho años estuvo en Motril en donde entre otras cosas, puso en marcha el protocolo de atención para agresiones sexuales 

### Instituto de Medicina Legal e Instituto de Medicina Legal y Ciencias Forenses
En 2003, accedió mediante concurso al puesto de trabajo de médico forense en el Instituto de Medicina Legal de Andalucía. Un año después, por concurso de traslados del IML al recién creado Instituto de Medicina legal y Ciencias Forenses, se encargó, en su calidad de Jefa de Sección, de la puesta en marcha de la sección de Policlínica y Especialidades. Posteriormente estuvo al frente, como coordinadora de la Unidad de Valoración Integral de Violencia de Género (UVIG) en el Instituto de Medicina Legal y Ciencias Forenses de Granada. El 15 de febrero de 2005 compareció ante el Parlamento de Andalucía en su condición de médico forense. Se dio la circunstancia de que el entonces director del IMLyCF Miguel Lorente no había sido citado. Montero comenzó su intervención diciendo que ella era solo una médica forense, de a pie, eminentemente práctica. En su comparecencia habló de la necesaria formación de operadores jurídicos en materia de violencia y del problema de los juicios rápidos. Y refirió:
 la necesidad de que en las agresiones sexuales se hiciera como ya se venía haciendo en Motril, en donde siempre se hizo lo siguiente: cualquier persona que llegara a un centro de salud por agresión sexual, directamente se sabía que se tenía que mandar al hospital básico y llamarnos a los forenses, a la hora que fuese. El delito es importantísimo, y la pena para ese delito importantísima. ¿Por qué no vamos a acudir y es más importante un tráfico, donde ya no podamos hacer nada?
En la Subdelegación de Gobierno en Granada estuvo al frente de la Unidad Violencia sobre la Mujer. El trabajo realizado, mereció la Distinción que recibió, en diciembre de 2012, del Subdelegado del Gobierno “en reconocimiento a su compromiso e implicación en defensa de los valores superiores recogidos en la Carta Magna.

#### Directora del Instituto de Medicina Legal y Ciencias Forenses
Desde 2012 es directora del Instituto de Medicina Legal y Ciencias Forenses de Granada desde donde ha instado la puesta en marcha de las Guías de Funcionamiento interno para los distintos servicios del Instituto y, en especial, los procedimiento de actuación en Agresiones Sexuales y Sumisión Química y Actuación Médico Forense en el abordaje de los MENA. El 4 de marzo de 2014 compareció ante el Parlamento de Andalucía y expuso, las carencias y las buenas posibilidades de una legislación que no invisibilice a los forenses así como importancia y necesidad de que contar con un protocolo homogeneizado.
Con fecha 17 de octubre de 2019, Nieves Montero, Susana Vega, fiscala de violencia sobre a mujer y Cristina Cueto Moreno y Aurora María Angulo González, magistradas de los Juzgados de Violencia de Granada, firmaron el Protocolo Médico Forense de Valoración Urgente del Riesgo de Violencia de género que tiene por objeto:
garantizar una correcta protección a los presuntos perjudicados y facilitar a Fiscalía y al órgano judicial instar y adoptar las medidas cautelares y de tutela que sean más adecuadas en función de cada caso.

El protocolo es único, según dijo el presidente de la Audiencia Provincial de Granada: podrá valorar a las víctimas en 24 horas. Este protocolo era una reclamación largamente pedida por jueces y fiscales. El Ministerio de Justicia en el protocolo de 2000, fijó el plazo para la valoración en 72 horas. La Unidad de valoración ha recibido el premio Menina compartido con quienes forman la Comisión de coordinación contra la violencia de género en la Audiencia Provincial de Granada. Esta Comisión fue creada en 2018, la primera en crearse de toda España, con el objetivo de coordinar a todas las instituciones que trabajan para erradicar la violencia de género, de tal manera que no haya fisuras en el sistema de protección de las víctimas. Presidida por el presidente de la Audiencia de Granada, participan las Unidades forenses de valoración que, en 2019, habían puesto el protocolo de valoración en práctica. Además participan las unidades de Policía Nacional y Guardia Civil especializada en estos delitos, Juzgados de Violencia sobre la Mujer, Fiscalías especializadas, oficina de ayuda a la víctima, subdelegación del Gobierno, servicios sociales de los Ayuntamientos, abogados y procuradores y letrados de la Administración de Justicia.
Montero de Espinosa ha recibido por todo ello el segundo premio Menina, en esta ocasión compartido, en 2020. El anterior, lo recibió en 2016. Según la nota de prensa del Gobierno:
Desde los años noventa, Nieves Montero de Espinosa Rodríguez constituye un referente en Andalucía en el estudio y la difusión de los efectos de la violencia de género. Según el jurado, ha sido “pionera” en la puesta en marcha de las Unidades de Valoración Integral y “gran divulgadora” de los efectos positivos que genera la coordinación. Desde su puesto actual como directora del Instituto de Medicina Legal de Granada imprime “de una manera ejemplar” su compromiso de lucha contra la violencia de género.

### Otros estudios
Nieves Montero está en posesión de los títulos que acreditan que es Especialista en Medicina Legal y Forense, Especialista Universitario en Psiquiatría Forense, Título de Experto Profesional en “Los malos tratos y la Violencia de Género. Una visión multidisciplinar", Experta en Criminología por la Universidad de Granada, Master Universitario en Valoración Médica del Daño Corporal y otros específicos del ámbito forense.

### Otras actividades
Revisora del Protocolo Andaluz para la actuación Sanitaria ante el maltrato y agresión sexual (2015) Miembro del grupo de cooperación de la Agencia Española de Cooperación Internacional en el programa de Violencia y Psiquiatría para Nicaragua.

#### Actividades formativas y docentes
Actividad docente en formación general de la temática médico forense dirigida al tejido social de base, funcionarios Civiles de la Administración General del Estado y de la Autonomía. Actividad docente en formación especializada para personal cualificado, destacando: FFCCSE, CGPJ, turno especializado de violencia de género del Colegio de Abogados de Granada, Sanitarios, etc. Profesora en la expertización y Master en Violencia de Género de la Universidad de Valencia. Profesora colaboradora de la Escuela Profesional de Medicina Legal de Granada. Tutorización de residentes y de médicos con estancia de distintas universidades nacionales.

## Publicaciones
- Montero de Espinosa, M.N. y Uroz Martínez M. V., “Los abusos y agresiones sexuales a menores de 16 años”. Delitos relativos a la prostitución y a la explotación sexual y corrupción de menores en Manual de Medicina Legal y Forense (Tomo II). Editorial Fleming, Granada 2018.

- Montero de Espinosa, M.N., “La exploración Física”, en Manual de atención y valoración pericial en violencia sexual. Guía de buenas prácticas”. Bosch Editor, Barcelona, 2018.

- Montero de Espinosa, M.N., “Sumisión Química. Criterios clínicos orientadores”, en Manual de atención y valoración pericial en violencia sexual. Guía de buenas prácticas”. Bosch Editor, Barcelona, 2018.

- Montero de Espinosa, M.N., “Coordinación Institucional y valoración médico forense de las víctimas de violencia de género”. Cuadernos digitales de formación, colección estudios de Derecho Judicial, Consejo General del Poder Judicial, cuaderno 25, 2015.

- Montero de Espinosa, M.N, “Cuestiones forenses en el procedimiento de familia”, en el curso de formación del CGPJ sobre “Los procesos de familia en los Jugados de Violencia sobre la Mujer”, marzo de 2012.
- Montero de Espinosa, M.N., “Los Procesos de Familia en los Juzgados de Violencia sobre la Mujer”, Cuadernos digitales de Formación del Consejo General del Poder Judicial, Volumen 4, 2012.

- Montero de Espinosa, M.N., “La intervención clínica en los casos de violencia de género”, Violencia de Género, Gabinete de Asesoramiento y Formación Sociosanitaria (GAFOS). 2010.
- Montero de Espinosa, M.N., “Aspectos Psicológicos de la Violencia de Género”, Violencia de Género, Gabinete de Asesoramiento y Formación Sociosanitaria (GAFOS). 2010.
- Montero de Espinosa, M.N., “Valoración Forense en los casos de Violencia de Género y su relación con la actuación sanitaria”, Violencia de Género, Gabinete de Asesoramiento y Formación Sociosanitaria (GAFOS). 2010.

- Montero de Espinosa, M.N., “Los Instrumentos de Valoración del Daño en la Violencia de Género”, en La Valoración del Daño en las Víctimas de la Violencia de Género, serie de Estudios de Derecho Judicial, Volumen 139, Consejo General de Poder Judicial, 2008.
- Montero de Espinosa, M.N., “La Valoración del Daño en las Víctimas de Violencia de Género”, Cuadernos digitales de formación, colección de estudios de Derecho Judicial, Consejo General del Poder Judicial, Volumen 139, 2007.

## Distinciones
- Hija adoptiva de la Ciudad de Motril. 2021.
- Cruz con distintivo blanco al Mérito Policial del Cuerpo de Policía Nacional Ingreso en la Orden del Mérito policial. 2019.
- Galardonada por el Centro UNESCO de Motril. Año 2018.
- Tricornio de Gala de la Guardia Civil. Dirección General de la Guardia Civil. Ministerio del interior. 2014.
- Cruz al Mérito distinguido. Asociación de Mérito "Duque de Ahumada". 2013.
- Galardonada con el “Premio Victoria Kent”, otorgado por la Asociación de Mujeres Progresistas VICTORIA KENT de Motril. 2012.
- Galardonada con el “Premio Horizontes” del Área de la Mujer del Excmo. Ayuntamiento de Motril y las Asociaciones de Mujeres de Motril: asociación de Mujeres ACUMUCA, Asociación de Mujeres Progresistas VICTORIA KENT, Asociación de Mujeres. 2006.